# Comté de Morgan (Missouri)
Pour les articles homonymes, voir Morgan et Comté de Morgan.
Le comté de Morgan (en anglais : Morgan County) est un comté des États-Unis, situé dans l'État du Missouri.

## Comtés voisins
- Comté de Cooper (au nord)
- Comté de Moniteau (au nord-est)
- Comté de Miller (au sud-est)
- Comté de Camden (au sud)
- Comté de Benton (à l'ouest)
- Comté de Pettis (au nord-ouest)

## Transports
- U.S. Route 50
- Missouri Route 5
- Missouri Route 7
- Missouri Route 52
- Missouri Route 135

## Villes
| - Barnett - Florence - Gravois Mills | - Laurie - Rocky Mount - Stover | - Sunrise Beach - Syracuse - Versailles |